# Avranches

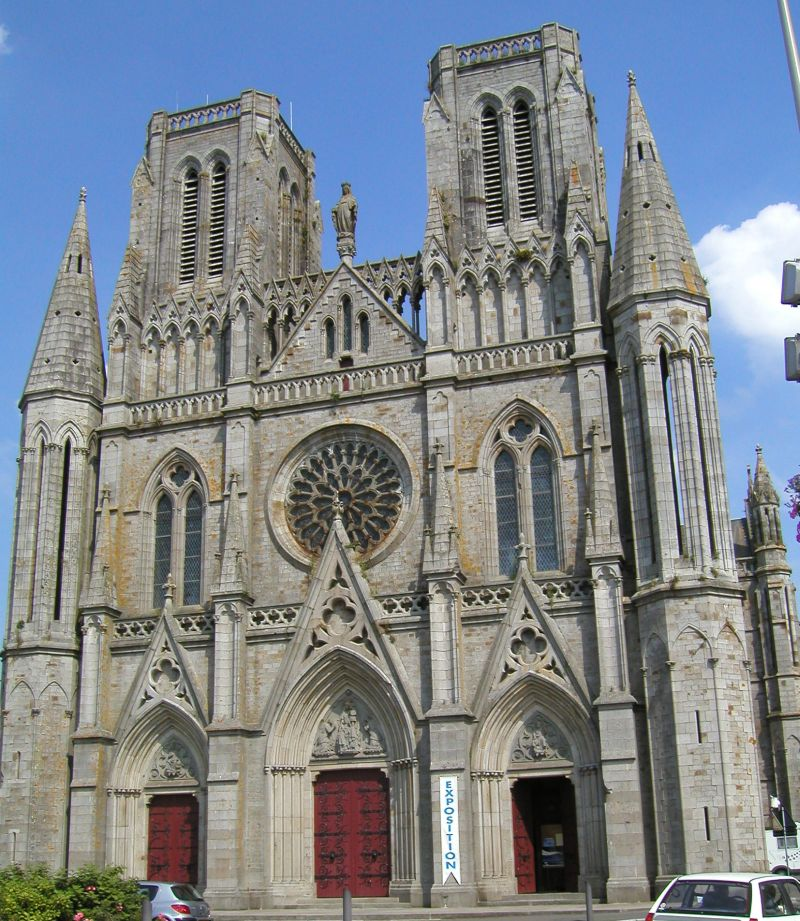
Cattedrale di Notre Dame des Champs

Avranches è un comune francese di 8.738 abitanti situato nel dipartimento della Manica nella regione della Normandia.

## Geografia fisica
È sottoprefettura e capoluogo della circoscrizione (arrondissement) omonima, una delle quattro del dipartimento, che comprende 16 cantoni e 160 comuni. I cantoni compresi nella circoscrizione sono, oltre a quello della stessa Avranches, quelli di Barenton, Brécey, Ducey, Granville, La Haye-Pesnel, Isigny-le-Buat, Juvigny-le-Tertre, Mortain, Pontorson, Saint-Hilaire-du-Harcouët, Saint-James, Saint-Pois, Sartilly, Sourdeval e Le Teilleul.
È anche capoluogo dell'omonimo cantone, che comprende, oltre a quello della stessa Avranches, i comuni di Chavoy, La Godefroy, La Gohannière, Marcey-les-Grèves, Plomb, Pontaubault, Ponts-sous-Avranches, Saint-Brice, Saint-Jean-de-la-Haize, Saint-Loup, Saint-Martin-des-Champs, Saint-Ovin (parzialmente), Saint-Senier-sous-Avranches, Vains e Le Val-Saint-Père (in tutto 16 comuni).
Nel 1992 è stata creata la Communauté de communes d'Avranches, consorzio di comuni che comprende. oltre ad Avranches, Marcey-les-Grèves, Ponts-sous-Avranches, Saint-Martin-des-Champs, Saint-Ovin. Le Val-Saint-Père, Il consorzio ha istituito nel 1994 il Parc d'activité de la Baie, un centro per attività commerciali e servizi, dotato anche di attività ricreative.
Dal 1963 la città è gemellata con la città tedesca di Korbach.
La città sorge alla base della penisola del Cotentin, sull'estremità di un'elevazione granitica disposta in senso est-ovest, affacciata sulla baia del Mont-Saint-Michel e fiancheggiata dalle valli della Sée. e della Sélune di cui domina le foci.

## Storia
L'antico territorio di cui faceva parte e che da lei ha preso il nome di Avranchin, era abitato dalla popolazione celtica degli Avrinbury, Ambiburi, Ambibarii, citati da Giulio Cesare, o Abrincatui, citati da Plinio il Vecchio. A questa popolazione potrebbe essere attribuito l'oppidum di Petit-Celland, situato a circa 10 km verso est. La città fu probabilmente un campo fortificato romano e resti di fortificazioni tardo-antiche con reimpiego di materiali precedenti furono visti a più riprese. In epoca tardo-antica fu una delle sette città della provincia della Gallia Seconda Lugdunense.
Subì in seguito le incursioni dei Sassoni e dei Franchi. La città viene citata in un trattato del 587 riportato nella Historia Francorum di Gregorio di Tours come possedimento del re Childeberto II. La sede vescovile è attestata a partire dal V secolo e uno dei vescovi di Avranches, sant'Auberto, fondò nel 708 il santuario e luogo di pellegrinaggio del Mont Tombe, primo nucleo dell'abbazia di Mont-Saint-Michel.
Secondo Le roman en vers de la conquête de la Bretagne vi avrebbe soggiornato lo stesso Carlo Magno, ma mancano evidenze storiche che confermino il racconto letterario. Nel corso del X secolo si ebbe un lungo periodo di vacanza della sede episcopale, che ha fatto supporre uno stato di abbandono della città.
Nell'867 la viscontea di Avranches era stata sottoposta al ducato di Bretagna e passò quindi al ducato di Normandia nel 933. Sotto la dominazione normanna è una delle sette città episcopali della Normandia e contemporaneamente piazzaforte militare presso i confini con la Bretagna. Mentre la sede vescovile occupava l'estremità occidentale dello sperone roccioso, su cui era sorta la città, verso est si andò sviluppando il castello. Tuttavia per qualche tempo la sede del potere comitale dovette essere forse Mortain, mentre Avranches conservava il ruolo di centro episcopale. Hugues Goz, detto "il Lupo di Avranches" fu uno dei compagni di Guglielmo il Conquistatore nella conquista dell'Inghilterra, dove divenne conte di Chester e fondò l'abbazia di San Severo. Morto il figlio Riccardo senza discendenza il feudo passò ai Briquessart di Bayeux e Avranches perse il suo ruolo di capitale.
A partire dal 1020 fu eretta, in posizione dominante sulla baia, la cattedrale romanica, dedicata a Sant'Andrea nel 1121, oggi scomparsa. Presso il palazzo episcopale, tennero il loro insegnamento Lanfranco di Canterbury e Anselmo d'Aosta. Durante un concilio tenuto ad Avranches nel 1172 Enrico II d'Inghilterra fece penitenza presso la cattedrale per l'assassinio di Tommaso Becket, di fronte ai legati di papa Alessandro III.
Nel 1204, per ordine del re Filippo Augusto, Guy di Thouars s'impadronì della città, saccheggiando la cattedrale e abbattendone le fortificazioni. Nel 1236 la città passò al re Luigi IX, che ne rafforzò le fortificazioni e vi soggiornò nel 1256 e nel 1269. Nel 1378 fu annessa dal re Carlo V alla Francia.
Durante la guerra dei cent'anni fu francese tra il 1404 e il 1418 e in seguito passò nel territorio dominato dagli Inglesi fino al 1438. Durante le guerre di religione francesi del XVI secolo, la città prese posizione per la Lega, ultracattolica, e non riconobbe l'ascesa al trono di Enrico IV. Nel 1562 le truppe ugonotte di Gabriel de Montgomery saccheggiarono la cattedrale e altri assalti furono respinti nel 1587 e 1589. Nel 1590 fu assediata e conquistata dalle truppe reali condotte dal duca di Montpensier.
Nel 1639 gli operai delle saline (Nu-Pieds), guidati da Jean Quétil, si ribellarono a causa della tassa sul sale imposta da Richelieu e la ribellione fu duramente repressa dall'esercito. In questo periodo il vescovo di Avranches, Pierre-Daniel Huet (1630-1721) ebbe fama di uno degli uomini più colti del suo tempo; molte sue Dissertazioni fanno parte della Raccolta dell'abate Jean Marie de La Marque Tilladet.
Sotto il regno di Luigi XV le fortificazioni furono abbandonate e le mura furono lentamente smantellate o trasformate. La Rivoluzione francese portò riforme, accolte favorevolmente, e accanite lotte tra i Chouans (favorevoli alla monarchia) e Bleus (repubblicani). Il vescovato fu soppresso e la cattedrale di Sant'Andrea crollò nel 1794. Il generale Roger Valhubert, caduto nella battaglia di Austerlitz, fu uno degli eroi dell'epoca napoleonica.
Una certa espansione demografica si registrò a partire dal XIX secolo, con la creazione dei sobborghi intorno alla collina. Durante la seconda guerra mondiale, dopo quattro anni di occupazione tedesca, la città fu in gran parte distrutta dai bombardamenti. Fu liberata il 31 luglio del 1944 dal generale Patton con l'"Operazione Cobra".

## Società

### Evoluzione demografica
Abitanti censiti

## Economia
Il territorio di Avranches ha una vocazione essenzialmente agricola, con orticultura, allevamenti di ovini (moutons de prés salés), dei bovini da latte e dei cavalli.
Un certo dinamismo è assicurato dai collegamenti in direzione di Parigi (statale 175 tra Parigi e il Mont Saint Michel) e dall'"autostrada degli estuari" (lungo la costa atlantica). È servita inoltre da una stazione ferroviaria.
Il turismo vi è particolarmente sviluppato in connessione con la presenza nel territorio del celebre Mont-Saint-Michel.

## Monumenti

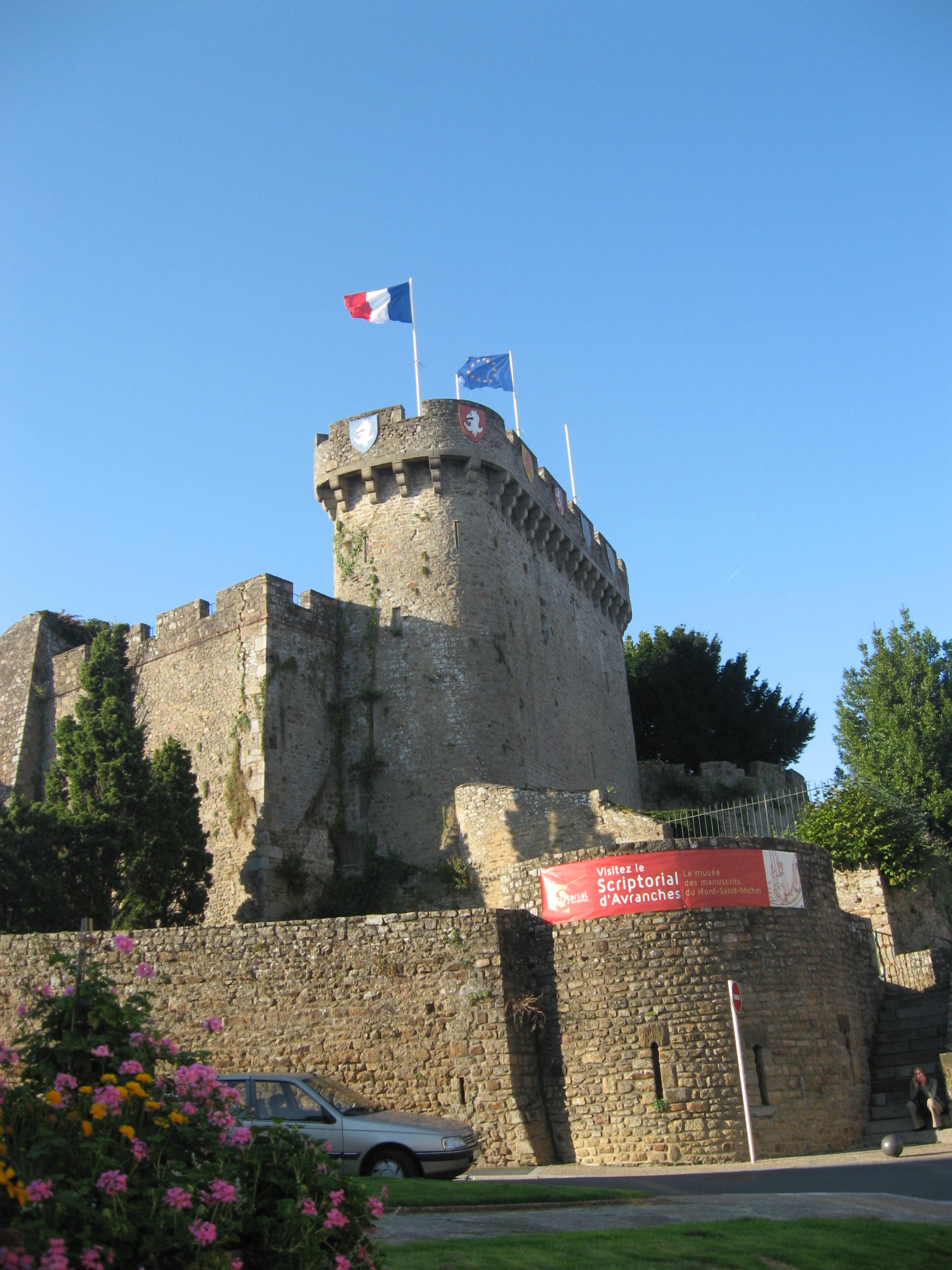
Il castello di Avranches

Il castello fu costruito probabilmente tra l'XI e il XII secolo, sui resti delle fortificazioni tardo-romane. Il nucleo originale con il "maschio" (donjon) crollò nel 1883, rendendo difficile una più sicura datazione delle sue origini. Sembra tuttavia che si trattasse di una struttura di dimensioni relativamente piccole, che potrebbe non aver avuto funzioni residenziali, ma esclusivamente difensive. Il castello subì probabilmente distruzioni nel 1204 quando la città fu presa da Guy di Thouars e fu probabilmente restaurato nel 1236 sotto Luigi IX. Una seconda cinta muraria con fossato venne aggiunta nel corso della guerra dei cent'anni. Nel 1810 sul castello, già parzialmente in rovina, fu installata una postazione del "telegrafo Chappe".
La cattedrale romanica fu costruita a partire dal 1020 e fu consacrata a Sant'Andrea (la Belle Andrine) il 17 settembre del 1121. Declassata a parrocchia durante la rivoluzione francese crollò il 10 aprile del 1794 a seguito di incauti lavori voluti dal curato Rioult de Montbray. Per motivi di sicurezza i resti ancora in piedi dei muri delle navate furono demoliti nel 1802 e le due torri della facciata nel 1812. Degli scavi archeologici condotti tra il 1972 e il 1977 hanno messo in luce sotto le fondazioni romaniche le chiese che avevano preceduto la cattedrale: una prima costruzione risalente al IV-V secolo e un edificio carolingio.
La chiesa di Notre-Dame-des-Champs fu costruita in stile neogotico in posizione dominante e presenta una ricca decorazione scultorea.
Il municipio (Hôtel de Ville) ospita una biblioteca (Bibliothèque du Fonds Ancien) di circa 14.000 libri antichi e un fondo con circa 200 manoscritti provenienti dal Mont Saint Michel, che costituisce uno dei più celebri fondi monastici di epoca romanica.
Il palazzo episcopale (tribumale) fu ricostruito dopo la guerra dei cent'anni da Luigi di Borbone come residenza vescovile. Una torre ottagonale ospita una scala di granito e all'interno si trova una ampia sala coperta con volte a crociera gotiche.
Il museo municipale ospita una collezione di etnografia e una ricostruzione di uno scriptorium medioevale.
Dopo la distruzione della cattedrale il tesoro di Saint Gervais testimonia la passata ricchezza dell'antico vescovato e comprende la reliquia del cranio del vescovo sant'Uberto, fondatore dell'abbazia di Mont-Saint-Michel. Il tesoro è custodito nella neoclassica basilica di San Gervasio del XIX secolo, con campanile neorinascimentale in granito.
L'abbazia Sainte-Anne-des-Moutons fu fondata alla fine del regno di Luigi XIII e fu utilizzata in seguito come caserma, scuola, ospedale e cinema. Conserva tuttora gallerie con archi e scale in granito. Attualmente è utilizzata come Centro culturale della città
Alcune strade hanno inoltre conservato case con facciate antiche e un'atmosfera medioevale, come la rue Engibault, la rue de Lille (anticamente rue des Prêtres, o "via dei Preti", in quanto ospitava le abitazioni del clero della distrutta cattedrale), la Rue Pomme d'Or nell'antico quartiere medioevale dei mercanti, o la rue Challemel Lacour (anticamente rue des Quatre Œufs o "via delle Quattro Uova"), dove si trova la Casa delle gargouilles del 1651. Nella Place du Marché, dove si tiene il tradizionale mercato del sabato, si trovano il palazzo di Longraye, antico mercato coperto (halles) e la "Casa dei Tre mercanti", del XVI secolo, costruita con tecniche tradizionali.

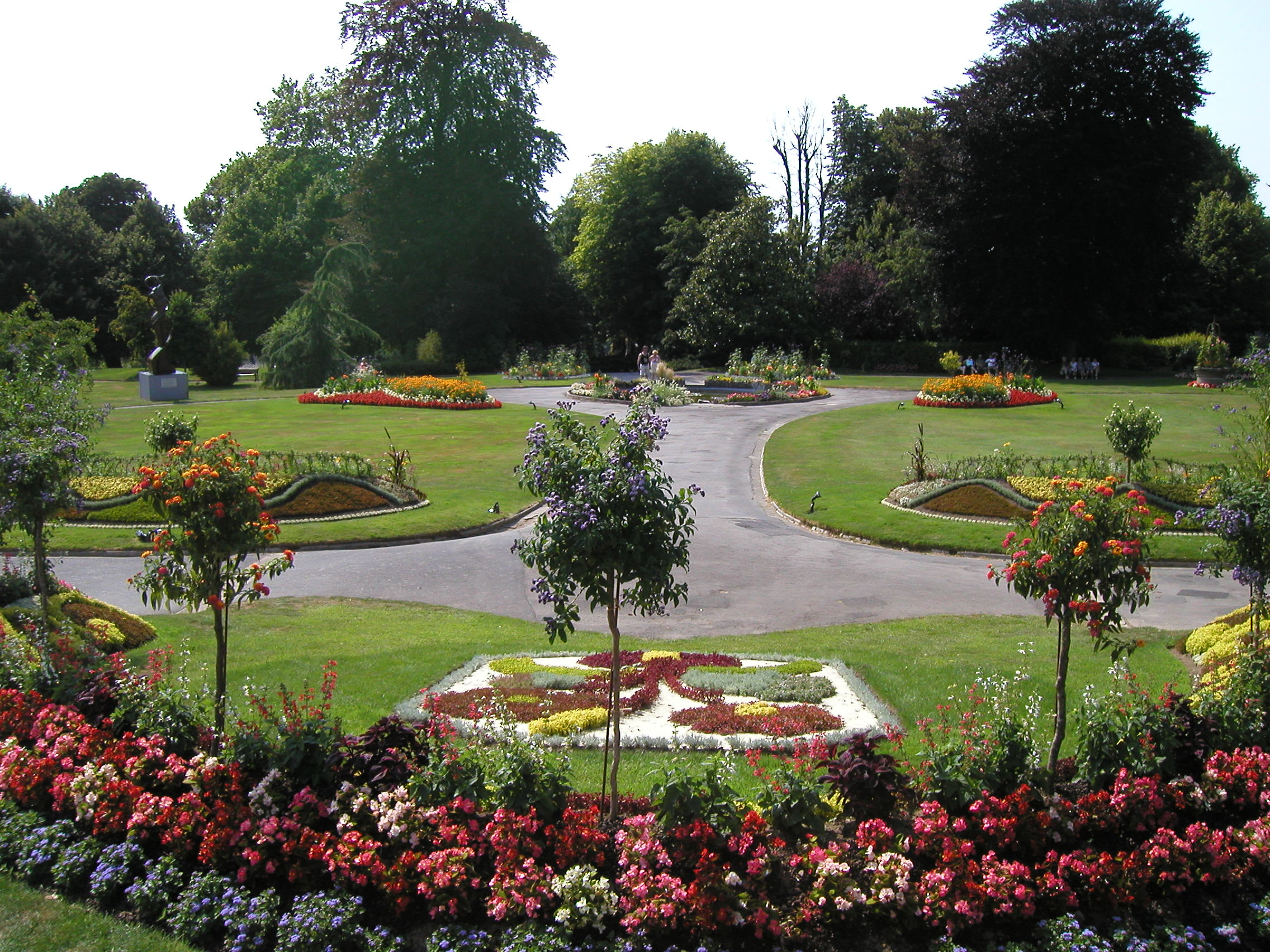
Il Jardin des plantes di Avranches

L'orto botanico (Jardin des Plantes) fu creato nel 1796 per i corsi pratici della Scuola centrale del dipartimento. I due botanici Jean Le Chevalier e René Le Berriays, creatori di una varietà di pera conosciuta come "Louise-Bonne d'Avranches", misero insieme circa 800 diverse specie di fiori esotici, alberi da frutto e piante medicinali. Nel 1842 vi fu ricostruito il portale romanico della cappella di Saint-Georges de Bouillé. I bombardamenti del 1944 distrussero l'antico convento dei Cappuccini. Nel 1966 il giardino fu allargato con una zona sistemata con rocailles (giardino roccioso) e giochi d'acqua. Nel 1987 e nel 1999 subisce danni a causa di forti tempeste. Attualmente ospita uno spettacolo di Suoni e luci nelle sere estive e vi si gode la vista sul Mont Saint Michel.

## Amministrazione

### Gemellaggi
- Saint-Gaudens
- Korbach, dal 1963
- Saint Helier, dal 1982
- Crediton, dal 1993